# Rivière du Nord (Ottawa River)
Der Fluss Rivière du Nord (französisch für „Fluss des Nordens“) ist ein 137 km langer linker Nebenfluss des Ottawa River in der Region Laurentides der kanadischen Provinz Québec.
Er hat seinen Ursprung im See Lac Brûlé bei Sainte-Agathe-des-Monts in den Laurentinischen Bergen. Er durchfließt die Region Laurentides nordwestlich von Montreal. Dabei passiert er die Orte Piedmont und Prévost, die Städte Saint-Jérôme und Lachute und mündet schließlich etwa 50 km westlich von Montreal von Norden kommend in den Ottawa River.
Die älteste Brücke über den Fluss wurde von William Shaw (1805–1894) nahe der Siedlung Shawbridge (nun Teil des Ortes Prévost) errichtet.